# Ágnes Kaczander
Ágnes Kaczander-Kiss (Budapest, Hungría, 21 de noviembre de 1953) es una nadadora retirada especializada en pruebas de estilo braza. Fue medalla de bronce en 100 metros braza durante el Campeonato Europeo de Natación de 1974.
Representó a Hungría en los Juegos Olímpicos de Múnich 1972.

## Palmarés internacional
| Campeonato Europeo de Natación | Campeonato Europeo de Natación | Campeonato Europeo de Natación | Campeonato Europeo de Natación |
| Año                            | Lugar                          | Medalla                        | Prueba                         |
| ------------------------------ | ------------------------------ | ------------------------------ | ------------------------------ |
| 1974                           | Viena (Austria)                | Medalla de bronce              | 100 m braza                    |